# Chori Chori
«Chori Chori» — сингл шведо-иранского певца Араша и датско-пакистанской певицы Анилы Мирза, вышедший 28 августа 2006 года. Оба исполнителя поют соответственно на фарси и хинди. Композиция является кавер-версией трека «Informer» канадского регги-музыканта Snow.
В России сингл поднимался до 4-й позиции чарта Европы Плюс, проведя там 30 недель.

## Список композиций
| №                   | Название                                    | Длительность |
| ------------------- | ------------------------------------------- | ------------ |
| 1.                  | «Chori Chori» (Single Edit)                 | 2:55         |
| 2.                  | «Chori Chori» (Ali Payami Remix)            | 7:31         |
| 3.                  | «Chori Chori» (Great Barrier Remix)         | 5:36         |
| 4.                  | «Chori Chori» (Pachanga Remix)              | 4:32         |
| 5.                  | «Chori Chori» (Pachanga Remix Instrumental) | 4:38         |
| Общая длительность: | Общая длительность:                         | 25:03        |

## Чарты
| Год  | Страна    | Позиция |
| ---- | --------- | ------- |
| 2006 | Германия  | 47      |
| 2006 | Россия    | 18      |
| 2006 | Финляндия | 5       |
| 2006 | Швейцария | 82      |